# Internazionali di Tennis di Baviera 2015
Gli Internazionali di Tennis di Baviera 2015 sono stati un torneo di tennis giocato sulla terra rossa. È stata la 100ª edizione del torneo, facente parte dell'ATP World Tour 250 series nell'ambito dell'ATP World Tour 2015. Il torneo si è giocato al MTTC Iphitos di Monaco di Baviera, in Germania, dal 25 aprile al 4 maggio del 2015.
Il torneo avrebbe dovuto concludersi domenica 3 maggio, ma a causa della pioggia gli incontri per l'assegnazione del titolo sono stati rinviati a lunedì 4 maggio.

## Partecipanti

### Teste di serie
| Nazione     | Giocatore             | Ranking | Testa di serie* |
| ----------- | --------------------- | ------- | --------------- |
| Regno Unito | Andy Murray           | 3       | 1               |
| Francia     | Gaël Monfils          | 15      | 2               |
| Spagna      | Roberto Bautista Agut | 16      | 3               |
| Belgio      | David Goffin          | 21      | 4               |
| Germania    | Philipp Kohlschreiber | 25      | 5               |
| Australia   | Bernard Tomić         | 26      | 6               |
| Slovacchia  | Martin Kližan         | 28      | 7               |
| Italia      | Fabio Fognini         | 30      | 8               |
| Rep. Ceca   | Lukáš Rosol           | 33      | 9               |

* Ranking al 20 aprile 2015.

### Altri partecipanti
I seguenti giocatori hanno ricevuto una wild card per il tabellone principale: 
- Florian Mayer
- Janko Tipsarević
- Alexander Zverev

I seguenti giocatori sono passati dalle qualificazioni: 

- Dustin Brown
- Gerald Melzer
- Radek Štěpánek
- Miša Zverev

## Campioni

### Singolare
Andy Murray ha sconfitto in finale  Philipp Kohlschreiber per 7–6(4), 5–7, 7–6(4).
- È il trentaduesimo titolo in carriera per Murray, il primo del 2015 e il primo successo in assoluto su terra rossa.

### Doppio
Alexander Peya /  Bruno Soares hanno sconfitto in finale  Alexander Zverev /  Miša Zverev per 4–6, 6–1, [10–5].